# Гремячево (Зарайский район)
Гремячево — деревня в Зарайском районе Московской области, в составе муниципального образования сельское поселение Машоновское (до 29 ноября 2006 года входила в состав Черневского сельского округа), в деревне одна улица — Пчелкина и 9 садовых товариществ.

## Население
| 2002 | 2006 | 2010 |
| ---- | ---- | ---- |
| 2    | →2   | →2   |

## География
Гремячево расположено в 18 км на запад от Зарайска, на правом берегу реки Малой Песочной (левый приток реки Большой Смедовы), высота центра деревни над уровнем моря — 169 м.

## История
Гремячево впервые в исторических документах селение упоминается в 1790 году, когда в сельце Гремячево, Кунилово тож числилось 52 двора и 419 жителей, в 1858 году — 55 дворов и 240 жителей, в 1884 году — 333 жителя, в 1906 году — 54 двора и 401 житель. В 1930 году был образован колхоз «Воля», с 1950 года — в составе колхоза «Заря свободы», с 1960 года — в составе совхоза «40 лет Октября».